# Baden-Wurtemberg
Baden-Wurtemberg (en alemán: Baden-Württemberg, pronunciado /ˌbaːdn̩ˈvʏʁtəmbɛʁk/ⓘ) es uno de los dieciséis estados federados de Alemania llamados Bundesländer (Bundesland en singular). Se ubica en el suroeste del país, al este del río Rin, sus mayores ciudades son Stuttgart, Karlsruhe, Mannheim, Friburgo de Brisgovia, Heidelberg, Ulm, Heilbronn, Pforzheim, Reutlingen y Luisburgo. Es el tercer estado de Alemania, tanto en extensión (35.741 km²) como en población (10,8 millones de habitantes, equivalente a la población de toda Bélgica). La capital del estado y su ciudad más grande es Stuttgart.
Limita al norte con el estado de Hesse, al noreste y al este con el estado de Baviera, al sur con 334 km de Suiza, al oeste con Francia (región del Gran Este) y al noroeste con el río Rin y con el estado de Renania-Palatinado.
Es el resultado de la unión entre los estados federados de Baden, Wurtemberg-Baden y Wurtemberg-Hohenzollern a partir de 1952 y gracias a una consulta popular.
En 2013, Alemania emitió una moneda conmemorativa sobre este estado, para lo que eligió representar el monasterio de Maulbronn.

## Historia
Baden-Wurtemberg está formado por los territorios históricos de Baden, Hohenzollern de Prusia, Wurtemberg y partes de Suabia.
En el año 100, el Imperio romano invadió y ocupó el territorio que hoy es Wurtemberg, construyendo un limes (zona fronteriza fortificada) a lo largo de sus fronteras septentrionales. Durante el tercer siglo, los alamanes obligaron a los romanos a retirarse allende los ríos Rin y Danubio. En 496 los propios alamanes sucumbieron ante la invasión franca liderada por Clodoveo I.

Cartel de una campaña que dice: Podemos (hacer) cualquier cosa, excepto (hablar) Hochdeutsch (alemán standard). Esto es una alusión a su posición como uno de los centros más innovadores de Alemania.

A comienzos del siglo XIX y como consecuencia de las Guerras Napoleónicas, el territorio que comprende este estado pasó a formar parte de la Confederación del Rin, y tras el Congreso de Viena, el Reino de Wurtemberg, el Gran Ducado de Baden y los dos principados de Hohenzollern se adhirieron a la Confederación Germánica.
Tras la Segunda Guerra Mundial, las fuerzas aliadas delimitaron la zona en tres estados: Wurtemberg-Baden al norte (ocupado por los Estados Unidos), Wurtemberg-Hohenzollern y Baden del Sur al sudoeste (ambos ocupados por Francia). En 1949 estos tres estados pasaron a formar parte de la República Federal de Alemania. El artículo 118 de la Ley Fundamental de Bonn permitía, sin embargo, la unión de estados. El 16 de diciembre de 1951, Wurtemberg-Baden, Wurtemberg-Hohenzollern y Baden del Sur votaron a favor de fusionarse a través de un referéndum. Baden-Wurtemberg se convirtió en un estado en Alemania el 25 de abril de 1952.
En 1956, el Tribunal Constitucional Federal de Alemania determinó que el plebiscito fue ilícito porque era desventajoso para la población de Baden. En 1969 volvió a celebrarse un plebiscito en el área de Baden, dando una mayoría (más del 81% de votos) partidaria de la unidad.

## Geografía

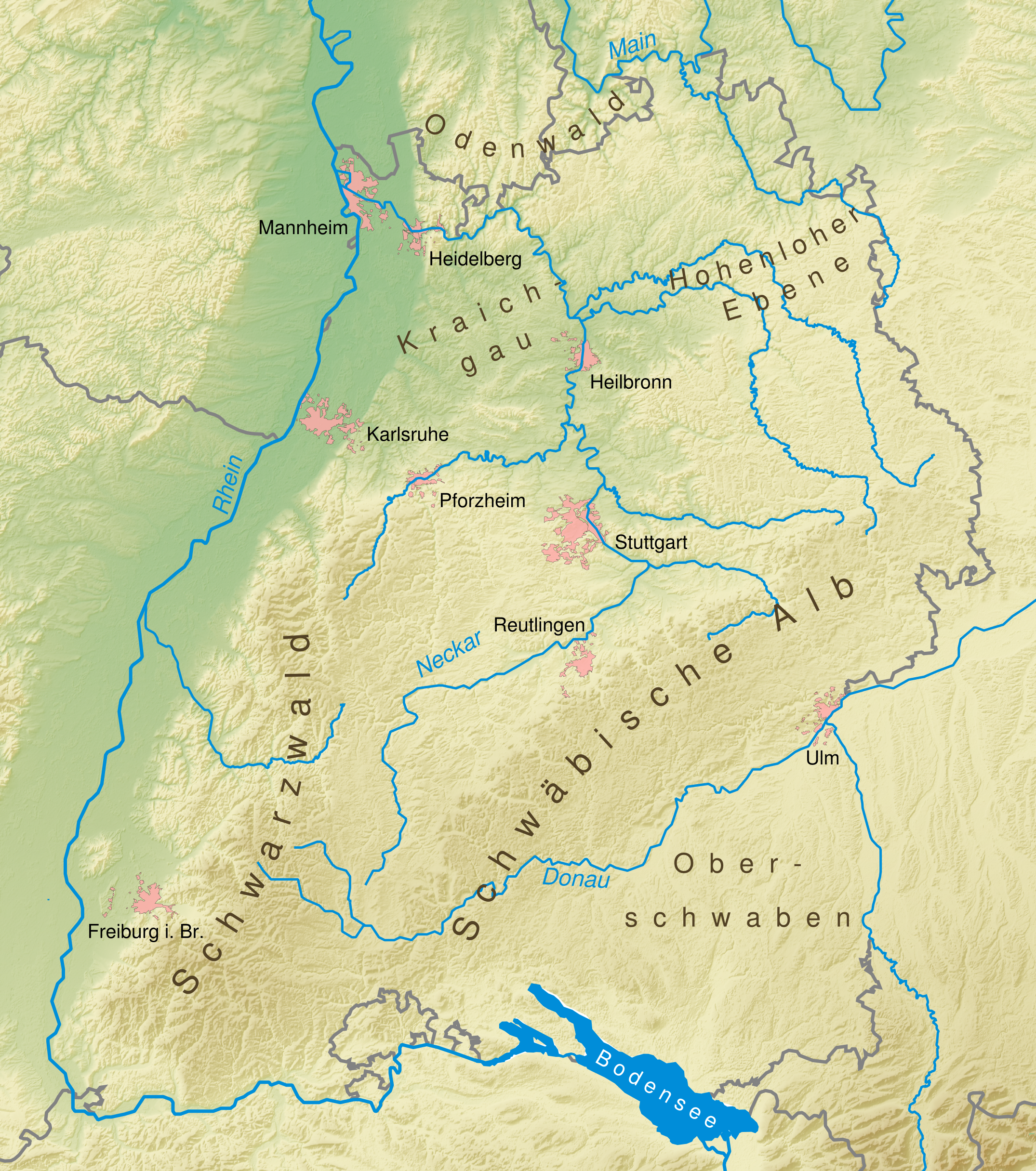
Mapa físico (incluye ubicación de aglomeraciones principales).

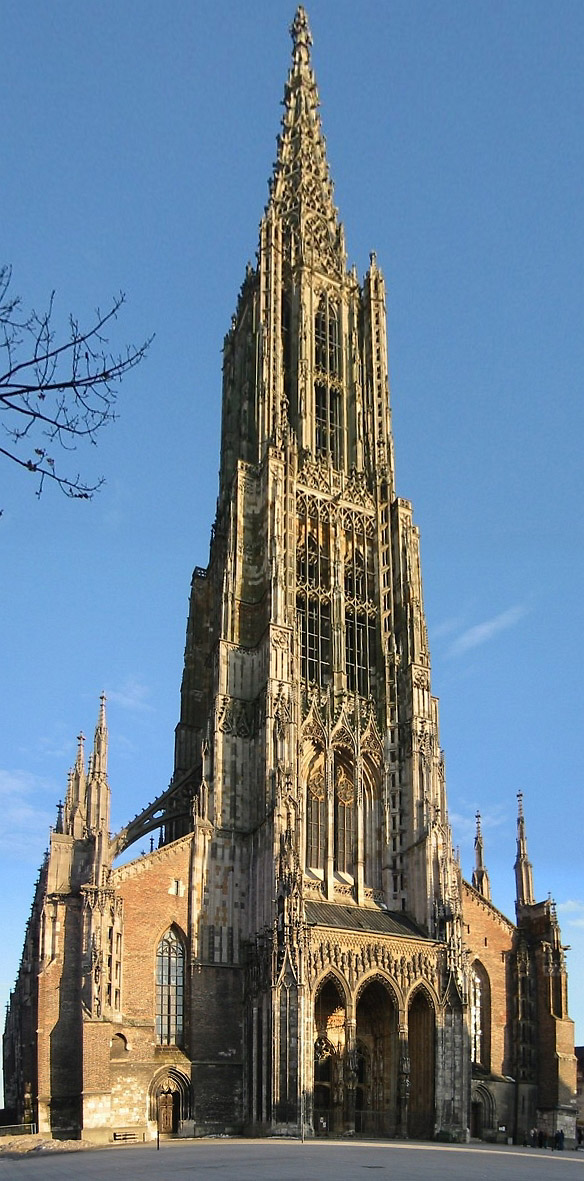
Catedral de Ulm.

La Selva Negra, el lago de Constanza, los valles del Rin, el Danubio y el Neckar son sus puntos geográficos más destacados.
Algunas de sus ciudades son: Baden-Baden, Stuttgart, Heidelberg, Friburgo de Brisgovia, Mannheim, Karlsruhe, Ulm, Heilbronn, Pforzheim, Tubinga, Balingen, Reutlingen, Constanza, Hockenheim, Walldorf y Bruchsal.
La Selva Negra («Schwarzwald» en alemán) forma el pilar geográfico del suroeste de Alemania. Desde la ciudad de Pforzheim en el norte, hasta Waldshut en el sur, tiene una longitud de unos 160 km. En la zona norteña, la Selva Negra tiene una anchura de 20 km; en el sur de 60 km. Las cumbres más altas llegan a una altitud de 1166 m (Hornisgrinde) en el norte, hasta 1493 m (Feldberg) en la Selva Negra sureña. En el oeste, la montaña baja rápidamente a la llanura del Rin con una altitud de menos de 200 m. En el este, la bajada a los valles de los ríos Danubio y Neckar (de 600 m) es más suave.
Aunque la Selva Negra es idónea para largas excursiones a pie, también se puede recorrer en coche. Una de las recomendaciones más atractivas es la carretera Schwarzwald-Panoramastraße. Recibió esa denominación por la multitud de vistas panorámicas por las que pasa en un recorrido de 70 km. Si el tiempo lo permite, uno puede ver hasta los Alpes desde algunas de las paradas. La carretera panorámica empieza en Waldkirch, subiendo en serpentinas escarpadas hasta el monasterio de Sankt Peter (San Pedro). Adelanta por la montaña Kandel y el pueblo de Sankt Märgen. Tras pasar por Breitnau, la carretera termina en la población de Hinterzarten.

### Clima
El clima es templado, con temperaturas decrecientes con la altura. El valle del Rin es la región más cálida de Alemania, con temperaturas que en verano rondan los 20 °C (máxima promedio de 26°) y en invierno los 2 °C (máxima promedio de 5°), con precipitaciones moderadas, alrededor de 800 mm por año. Karlsruhe fue una de las ciudades en las cuales se registró la temperatura máxima de Alemania, con 40,8 °C, en el año 2003. En la Selva Negra, en cambio, la temperatura es considerablemente menor: en los valles a 600 m de altura, la temperatura de julio alcanza los 17 °C (máximas de 23°) y la de enero, -2 °C (máxima de 1°). Por lo tanto, hay frecuentes nevadas que posibilitan la práctica de deportes como el esquí. Además, las precipitaciones son superiores, con 1000 a 1500 mm anuales. En todo el estado hay lluvias durante todo el año.
En el sudeste se hace sentir en otoño, invierno y primavera el Foehn, viento cálido proveniente de los Alpes que puede elevar las temperaturas hasta 15 °C por encima de la media

### Administración
Baden-Wurtemberg está dividido en 4 Regierungsbezirke (regiones administrativas), subdivididas a su vez en 12 regiones (Regionen), a su vez divididas en 35 distritos rurales (Landkreise) y 9 distritos urbanos (Stadtkreise).

#### Regiones
Las cuatro regiones administrativas:
- Karlsruhe
- Stuttgart
- Tubinga
- Friburgo

#### Distritos

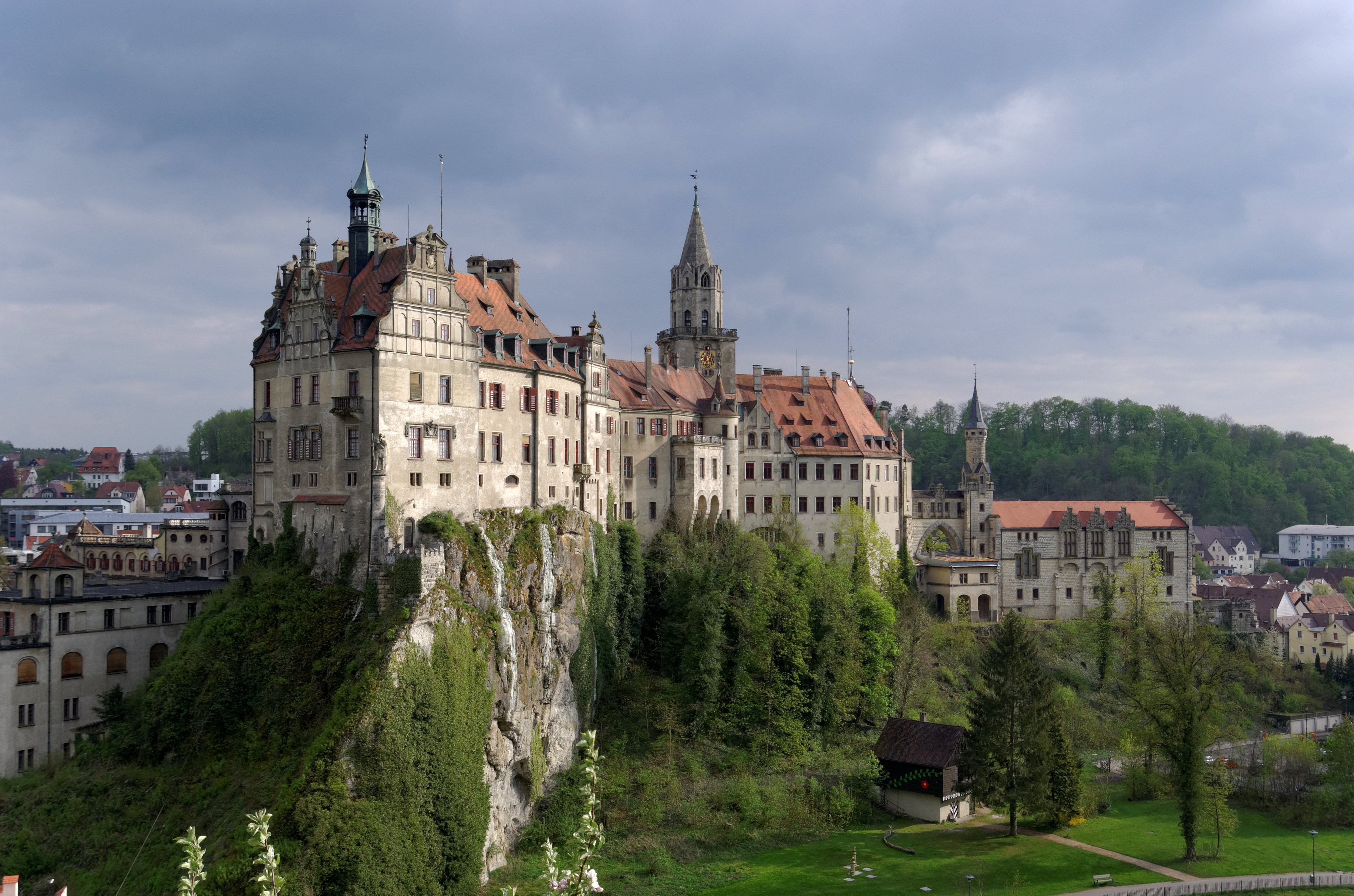
Castillo de Sigmaringa visto desde el norte.

| UL  | Alb-Danubio                |
| BC  | Biberach                   |
| FN  | Bodensee                   |
| BB  | Böblingen                  |
| FR  | Brisgovia-Alta Selva Negra |
| CW  | Calw                       |
| EM  | Emmendingen                |
| PF  | Enz                        |
| ES  | Esslingen                  |
| FDS | Freudenstadt               |
| GP  | Göppingen                  |
| HDH | Heidenheim                 |
| HN  | Heilbronn                  |
| KÜN | Hohenlohe                  |
| KA  | Karlsruhe                  |
| KN  | Constanza                  |
| LÖ  | Lörrach                    |
| LB  | Ludwigsburg                |

| TBB | Meno-Tauber      |
| MOS | Neckar-Odenwald  |
| OG  | Ortenau          |
| AA  | Ostalb           |
| RA  | Rastatt          |
| RV  | Ravensburg       |
| WN  | Rems-Murr        |
| RT  | Reutlingen       |
| HD  | Rin-Neckar       |
| RW  | Rottweil         |
| SHA | Schwäbisch Hall  |
| VS  | Selva Negra-Baar |
| SIG | Sigmaringa       |
| TÜ  | Tubinga          |
| TUT | Tuttlingen       |
| WT  | Waldshut         |
| BL  | Zollernalb       |

| UL  | Alb-Danubio                |
| BC  | Biberach                   |
| FN  | Bodensee                   |
| BB  | Böblingen                  |
| FR  | Brisgovia-Alta Selva Negra |
| CW  | Calw                       |
| EM  | Emmendingen                |
| PF  | Enz                        |
| ES  | Esslingen                  |
| FDS | Freudenstadt               |
| GP  | Göppingen                  |
| HDH | Heidenheim                 |
| HN  | Heilbronn                  |
| KÜN | Hohenlohe                  |
| KA  | Karlsruhe                  |
| KN  | Constanza                  |
| LÖ  | Lörrach                    |
| LB  | Ludwigsburg                |

| TBB | Meno-Tauber      |
| MOS | Neckar-Odenwald  |
| OG  | Ortenau          |
| AA  | Ostalb           |
| RA  | Rastatt          |
| RV  | Ravensburg       |
| WN  | Rems-Murr        |
| RT  | Reutlingen       |
| HD  | Rin-Neckar       |
| RW  | Rottweil         |
| SHA | Schwäbisch Hall  |
| VS  | Selva Negra-Baar |
| SIG | Sigmaringa       |
| TÜ  | Tubinga          |
| TUT | Tuttlingen       |
| WT  | Waldshut         |
| BL  | Zollernalb       |

#### Distritos urbanos
También hay nueve distritos urbanos, ciudades, que forman un distrito por sí mismas:
1. Baden-Baden
2. Friburgo de Brisgovia (Freiburg im Breisgau)
3. Heidelberg
4. Heilbronn
5. Karlsruhe
6. Mannheim
7. Pforzheim
8. Stuttgart
9. Tübingen
10. Ulm

## Política
Actualmente el presidente del Gobierno estatal de Baden-Württemberg es Winfried Kretschmann. Los que han gobernado a la región desde 1952 han sido:
| N.º | Nombre               | Partido               | Elegido en | Final       |
| --- | -------------------- | --------------------- | ---------- | ----------- |
| 1   | Reinhold Maier       | FDP / DVP             | 1952       | 1953        |
| 2   | Gebhard Müller       | CDU                   | 1953       | 1958        |
| 3   | Kiesinger            | CDU                   | 1958       | 1966        |
| 4   | Hans Filbinger       | CDU                   | 1966       | 1978        |
| 5   | Lothar Späth         | CDU                   | 1978       | 1991        |
| 6   | Erwin Teufel         | CDU                   | 1991       | 2005        |
| 7   | Günther Oettinger    | CDU                   | 2005       | 2010        |
| 8   | Stefan Mappus        | CDU                   | 2010       | 2011        |
| 9   | Winfried Kretschmann | Alianza 90/Los Verdes | 2011       | En el cargo |

## Economía

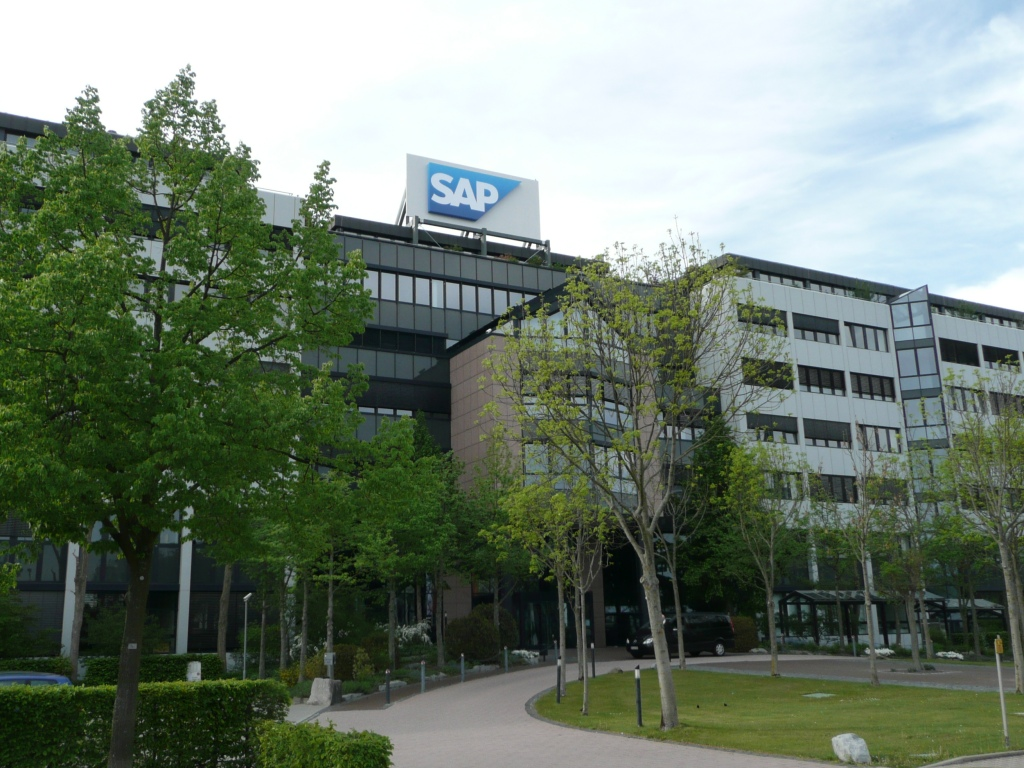
Sede de SAP en Walldorf

Aunque Baden-Württemberg tiene relativamente pocos recursos naturales en comparación con otras regiones de Alemania, el estado se encuentra entre las regiones más prósperas y ricas de Europa, con una tasa de desempleo históricamente baja. Los resultados económicos del estado se benefician y dependen de sus bien desarrolladas infraestructuras Aparte de las ciudades-estado de Berlín, Bremen y Hamburgo, Baden-Württemberg ofrece el cuarto trayecto más corto en tren y autobús de todos los estados alemanes.
Es especialmente conocido por su fuerte economía, con diversas industrias como la fabricación de automóviles, la ingeniería eléctrica, la ingeniería mecánica y el sector de los servicios, entre otras.
Baden-Württemberg tiene las mayores exportaciones (2019) y las terceras mayores importaciones (2020), la segunda tasa de desempleo más baja con un 4. 3% (marzo de 2021), el mayor número de patentes pendientes per cápita (2020), el segundo mayor número absoluto y el mayor número relativo de empresas consideradas "campeones ocultos", y el mayor gasto absoluto y relativo en investigación y desarrollo (2017) entre todos los estados de Alemania, así como el mayor índice de innovación medido (2012),[ lo que le convierte en el estado alemán con el tercer producto regional bruto (PRB) más alto en 2019 (por detrás de Renania del Norte-Westfalia y Baviera), con 524.325 millones de euros (unos 636. 268.000 millones).
Baden-Wurtemberg y en particular la región de Stuttgart forman parte de las regiones económicamente más importantes del mundo. Además es sede de empresas multinacionales, como Daimler, Bosch, Porsche, SAP, Hugo Boss e IBM. La tasa de desempleo se situó en 3,9 %, frente a un 6,9 % en Alemania (junio de 2011).
El Gobierno del estado se ha propuesto incrementar el suministro de electricidad proveniente de energías renovables hasta un 20 % de aquí al 2020.
Este estado, junto a otros es considerado como uno de los "Motores de Europa" por su carácter de regiones motrices dentro de la Unión Europea (UE).

## Deportes
| Equipo                             | Deporte            | Competición                              | Estadio                            | Creación |
| ---------------------------------- | ------------------ | ---------------------------------------- | ---------------------------------- | -------- |
| V.f.B. Stuttgart                   | Fútbol             | Bundesliga                               | MHPArena                           | 1893     |
| Sport-Club Friburgo                | Fútbol             | Bundesliga                               | Europa-Park Stadion Dreisamstadion | 1904     |
| TV Bittenfeld                      | Balonmano          | Bundesliga de balonmano                  | Scharrena Stuttgart Porsche-Arena  | 1898     |
| SV Cannstatt                       | Natación Waterpolo | Liga alemana de waterpolo                | Ninguno                            | 1898     |
| SV Sandhausen                      | Fútbol             | 2. Bundesliga                            | Hardtwaldstadion                   | 1916     |
| Club alpino alemán sección Suabia  | Montañismo         | Confederación Deportiva Olímpica Alemana | Ninguno                            | 1869     |
| VfB Friedrichshafen Volleyball     | Voleibol           | Bundesliga de voleibol                   | Arena Friedrichshafen              | 1909     |
| Club alpino alemán sección Wroclaw | Montañismo         | Confederación Deportiva Olímpica Alemana | Ninguno                            | 1877     |
| Stuttgarter Kickers                | Fútbol             | Oberliga Baden-Wurtemberg                | GAZI-Stadion auf der Waldau        | 1899     |
| Rhein-Neckar Löwen                 | Balonmano          | Bundesliga de balonmano                  | SAP Arena                          | 2002     |
| FC Heidenheim                      | Fútbol             | 2. Bundesliga                            | Voith-Arena                        | 1846     |
| HBW Balingen-Weilstetten           | Balonmano          | Bundesliga de balonmano                  | Sparkassen-Arena                   | 2002     |
| Friburgo FC                        | Fútbol             | Verbandsliga Südbaden                    | Stadion im Dietenbachpark          | 1897     |
| MHP Riesen Ludwigsburg             | Baloncesto         | Basketball Bundesliga                    | Arena Ludwigsburg                  | 1960     |
| SSV Ulm Fußball                    | Fútbol             | Regionalliga Südwest                     | Donaustadion                       | 1926     |
| ratiopharm Ulm                     | Baloncesto         | Basketball Bundesliga                    | Ratiopharm-Arena                   | 2001     |
| Hoffenheim                         | Fútbol             | Bundesliga                               | Rhein-Neckar-Arena                 | 1899     |
| SG BBM Bietigheim                  | Balonmano          | Bundesliga de balonmano                  | Arena Ludwigsburg                  | 1997     |
| Karlsruher SC                      | Fútbol             | 2. Bundesliga                            | Wildparkstadion                    | 1894     |
| TuS Metzingen                      | Balonmano          | Bundesliga de balonmano                  | Paul Horn-Arena                    | 1861     |
| Tigers Tübingen                    | Baloncesto         | ProA                                     | Paul Horn-Arena                    | 1952     |

Hockenheimring es un autódromo construido en 1932 que ha albergado numerosas carreras internacionales de automovilismo y motociclismo, tales como el Gran Premio de Alemania de Fórmula 1, Gran Premio de Alemania del Campeonato Mundial de Motociclismo, el Campeonato Mundial de Superbikes, el Campeonato Mundial de Resistencia, el Campeonato FIA GT y el Deutsche Tourenwagen Masters.
El Torneo de Stuttgart de tenis masculino se juega desde 1916. Formó parte del Grand Prix en las décadas de 1970 y 1980; actualmente pertenece al ATP World Tour 250.

## Cultura

### Religión

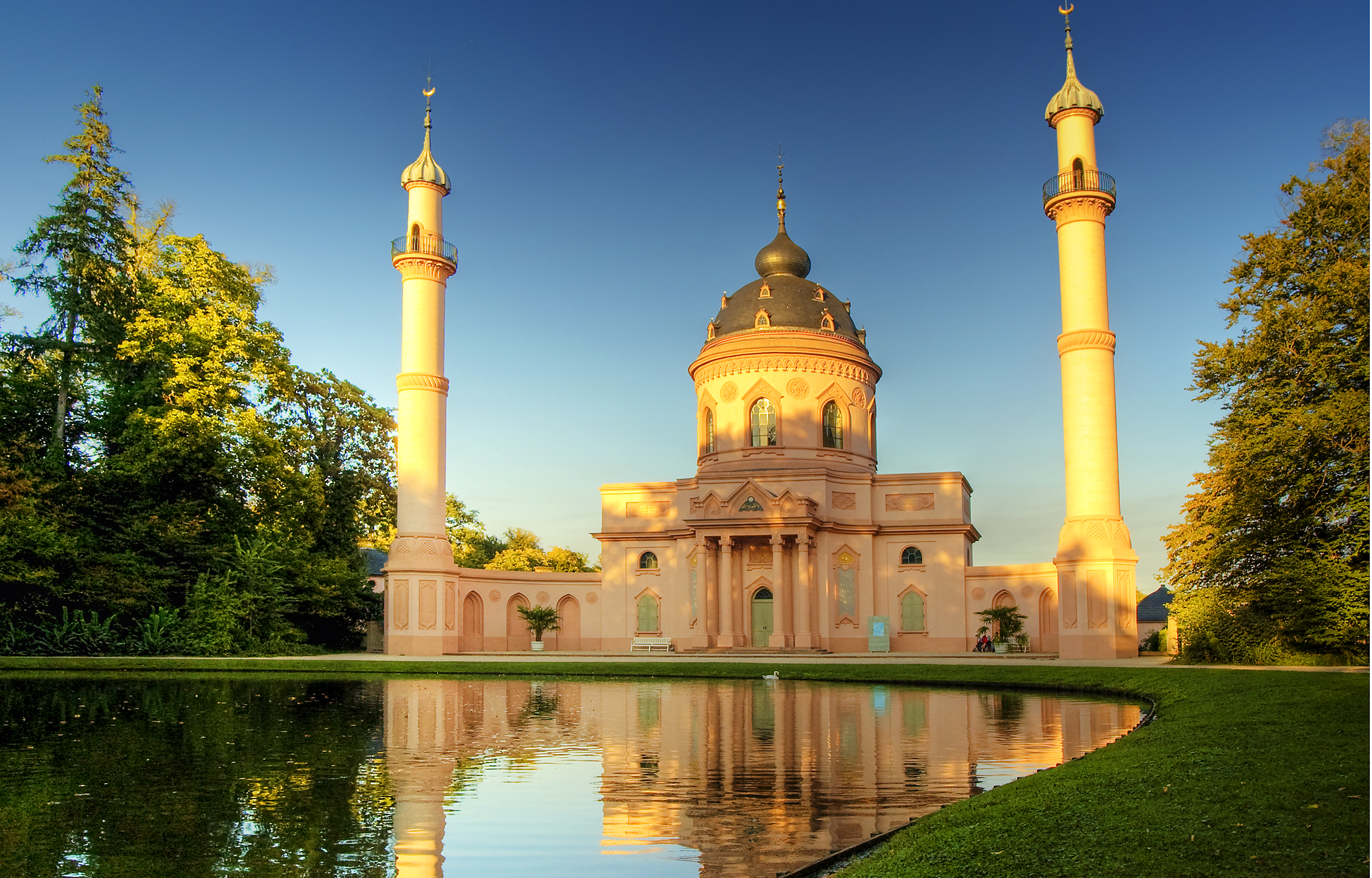
Jardín turco del Palacio de Schwetzingen.

Iglesia católica 32,3 % e Iglesia Evangélica en Alemania 27,7 %.

### Gastronomía
La comarca vinícola de Baden, ubicada en torno a la ciudad homónima de Baden, es la más meridional de Alemania y se extiende desde la ciudad de Heidelberg, en la parte septentrional, al lago de Constanza en el sur, ocupando unas 15 900 ha.